# 金山寺 (金堤市)
金山寺（きんざんじ、クムサンサ、금산사）は、大韓民国全北特別自治道金堤市にある仏教寺院。韓国仏教の最大勢力宗派である曹渓宗（大韓仏教曹渓宗）の第17教区本寺。弥勒信仰が盛んだった百済に源流をもつ寺院で、もとは法相宗の根本道場だった。

## 沿革
百済の寺院で599年（法王元年）に創建された。百済滅亡後、統一新羅の景徳王の時代（722年 - 766年）に眞表によって重修され、法相宗の根本道場になった。
935年、後百済末期の王位継承問題で、後百済始祖の甄萱はその長男神剣によって金山寺に3ヶ月間幽閉された。
高麗時代の1079年（文宗33年）、恵徳王師により最盛期を迎える。石蓮台・五重石塔・露柱など、現存する主要石物はこの頃つくられた。
李氏朝鮮の太宗による1407年（太宗7年）の仏教弾圧の際、存続を許された88寺院の中に金山寺の名前はなく、廃寺になったようである。世宗による1424年（世宗6年）の仏教弾圧の際も、存続を許された36寺院の中に金山寺の名前はなく、引き続き廃寺のままだったようである（朝鮮の仏教#李氏朝鮮時代の仏教弾圧）。
1592年（宣祖25年）、日明戦争がはじまると、金山寺は僧兵の拠点として活用された。1596年（宣祖29年）の慶長の役のさい、金剛門一つだけを残し、あとは火災で焼失した。1635年（仁祖13年）に守文大師が再建した。

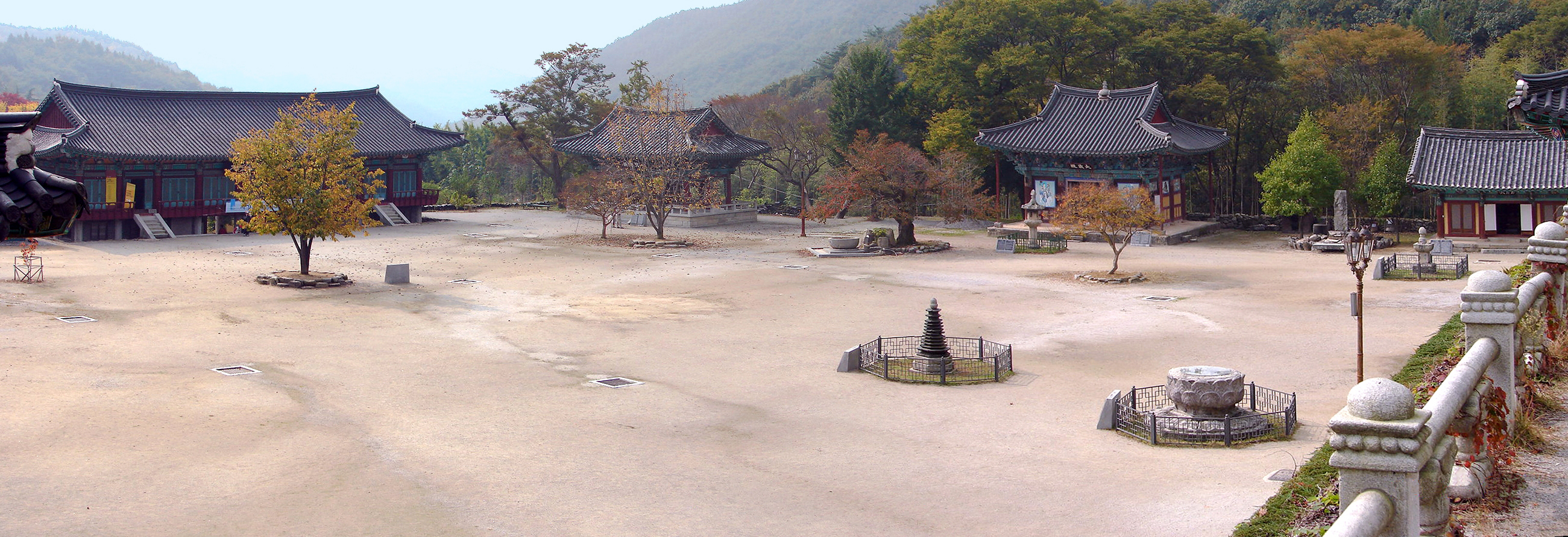
左側の建造物が大寂光殿

## 文化財
- 弥勒殿（国宝第62号）

外からは3階建ての建物にみえるが、韓国で唯一の三層法幢で、内部は吹き抜けで繋がっている。 

## 事件
- 1986年12月、宝物第476号に指定されていた大寂光殿が原因不明の火災で全焼した。1988年、復元に着手し、原型に復元された。